# Picătura (film din 1958)
Picătura (1958, denumire originală The Blob) este un film SF/horror american care prezintă o ființă extraterestră care are forma unei amibe și care terorizează o mică comunitate din Phoenixville, Pennsylvania. Scenariul a fost scris de Kay Linaker și Theodore Simonsone și se bazează pe o povestire de Irving H. Millgate. Regizorul filmului este Irvin Yeaworth iar în rolurile principale interpretează Steve McQueen, Aneta Corsaut, Earl Rowe și Olin Howland.

## Distribuție
- Steve McQueen - Steve Andrews (ca Steven McQueen)
- Aneta Corsaut - Jane Martin
- Earl Rowe - Lt. Dave
- Olin Howland (ultimul său rol de film) - Old Man
- Stephen Chase - Dr. Hallen
- John Benson - Sgt. Jim Bert
- George Karas - Officer Ritchie
- Lee Payton - Kate
- Elbert Smith - Mr. Martin
- Hugh Graham - Mr. Andrews

## Legături externe
- The Blob (1958) la Internet Movie Database
- The Blob la TCM Movie Database
- The Blob la Allmovie